# آنکاریناریوو مانیریسوآ
آنکاریناریوو مانیریسوآ (به لاتین: Ankarinarivo Manirisoa) یک منطقهٔ مسکونی در ماداگاسکار است که در ناحیه آمبوهیماهاسوآ واقع شده‌است. آنکاریناریوو مانیریسوآ ۸٬۰۰۰ نفر جمعیت دارد و ۱٬۱۶۶ متر بالاتر از سطح دریا واقع شده‌است.